# Bheemasagara, Koratagere
Bheemasagara là một làng thuộc tehsil Koratagere, huyện Tumkur, bang Karnataka, Ấn Độ.